# Kutbert z Lindisfarne
Kutbert z Lindisfarne (ur. ok. 634, zm. 20 marca 687) – święty Kościoła katolickiego. Jest jednym z patronów Anglii. Mnich, a od 684 biskup Lindisfarne w Nortumbrii.

## Biografia
Urodził się około 634 roku w Nortumbrii, najprawdopodobniej w okolicy Dunbar. W 651 roku został mnichem w klasztorze w Melrose, gdzie odznaczał się gorliwością, pobożnością, a także erudycją. W 658 roku został przełożonym nowo założonego klasztoru w Ripon. Na synodzie w Whitby opowiedział się za liturgią rzymską, a nie celtycką.
W kolejnych latach objął opactwo Lindisfarne. W 676 roku postanowił opuścić klasztor i zostać pustelnikiem. Osiadł na jednej z wysp Farne, nieopodal Lindisfarne, zaostrzając narzucone sobie posty i umartwienia. Przybywali do niego liczni pielgrzymi, z którymi rozmawiał przez okno w celi.
W 684 roku na synodzie w Twyford został wybrany biskupem Hexham i Lindisfarne. Początkowo nie chciał przyjąć tej godności i opuszczać swojej pustelni. Dopiero naciskany przez króla i inne ważne postacie życia duchowego i świeckiego, uległ. Jako biskup dbał o przestrzeganie klasztornej dyscypliny. Pracował też wśród ofiar dżumy.
W 686 roku, czując zbliżającą się śmierć, powrócił na swoją pustelnie, gdzie zmarł 20 marca 687 roku, z powodu wyczerpania i krwawiących wrzodów na nogach.
Pochowany został w katedrze w Lindisfarne. Jedenaście lat po śmierci, zdecydowano się dokonać ekshumacji, by przenieść jego ciało w godniejsze miejsce. Okazało się, że ciało zmarłego jest nad podziw dobrze zachowane. Na przestrzeni wieków ciało świętego kilkakrotnie przenoszono nie otwierając jednak trumny. W 875 roku, kiedy Duńczycy napadli na Lindisfarne, mnisi zabrali szczątki św. Kutberta razem z głową św. Oswalda i ciałem św. Edberta, ukrywając je w różnych miejscach. Ostatecznie je złożono w Chester-le-Street (Cuncacestre). W 995 roku nastąpiła kolejna duńska inwazja, w czasie której, ciało św. Kutberta przeniesiono do Ripon. W 999 roku umieszczono je w kościele w Durham, który z czasem rozrósł się do katedry. Przybywali tam liczni pielgrzymi. W 1069 roku przybył tam Wilhelm Zdobywca, który pragnął zobaczyć ciało świętego, lecz miejscowy biskup nie zgodził się na otwarcie trumny.
W 1104 roku doszło do sporu zakonników na temat stanu w jakim znajdują się szczątki Kutberga. Wtedy to ponownie otworzono trumnę, by przekonać się o stanie ciała zmarłego. Okazało się, że nadal jest dobrze zachowane. Podczas reformacji anglikańskiej, zgodnie z dekretem króla Henryka VIII, królewska komisja miała dokonać zniszczenia grobowca i relikwii świętego. W 1537 roku członkowie komisji otworzyli trumnę i ze zdumieniem stwierdzili, że ciało świętego nadal jest nienaruszone. Członkowie komisji zdecydowali się zwrócić ciało zakonnikom do czasu otrzymania nowych instrukcji od króla. Ci złożyli je do nowego grobu. W 1827 roku dokonano ostatniej ekshumacji w obecności przedstawicieli nauki. Tym razem wewnątrz trumny znaleziono szkielet.

## Legendy
Kutbertowi, który już za życia uchodził za świętego przypisywano wiele cudów, uzdrowień oraz dar prorokowania. Doświadczać też miał ataków demonicznych.
Według jednej z legend, stojący na brzegu morza św. Kutbert był tak pogrążony w modlitwie, że zaskoczył go przypływ. Gdy woda się cofnęła, foki, wydry i łabędzie osuszyły przemoczonego mnicha własnym oddechem.
Innym razem Kutbert wygłaszał kazanie. Diabeł zobaczywszy, jak wielu ludzi nawraca się, postanowił przestraszyć wiernych, by odeszli od mnicha. Podpalił ich zabudowania. Przerażeni mieszkańcy rzucili się na ratunek mienia, próbując ugasić ogień, lecz bezskutecznie. Dopiero po żarliwej modlitwie Kutberta ogień zgasł. Dopiero wówczas wierni spostrzegli iż ich zabudowania stoją nietknięte, a pożar był tylko ich złudzeniem.